# Сказочные гроты Заальфельда
Сказочные гроты Заальфельда (нем. Saalfelder Feengrotten), Фингроттен — пещеры или гроты бывшей шахты недалеко от Заальфельда, в немецкой земле Тюрингия.
Известны своими бесчисленными красочными минеральными образованиями (наростами), образовавшимися в течение многих лет из-за того, что вода капает через относительно мягкие породы. С 1993 года Книга рекордов Гиннеса называет Фингроттен «самыми красочными пещерными гротами в мире».

## Описание
Пещеры состоят из трёх залов, соединённых галереями. В первом зале представлены сведения об истории рудника — в XVI—XIX веках квасцового сланцевого рудника, закрытого в 1850 году, но открытого для осмотра достопримечательностей в 1914 году.
Во втором зале находится источник насыщенной минералами воды, которая на протяжении веков образовывала красочные сталагмиты, сталактиты и другие формы. В третьем зале находится знаменитое «Сказочное королевство» (Märchendom), представляющее собой пеструю группу отложений, которые, освещенные театральным светом и отражаясь в совершенно неподвижной воде, напоминают миниатюрные замки и другие здания.

## История
Исторически квасцы использовались в ряде лекарственных средств, в качестве консерванта для пищевых продуктов, для осветления воды и отделки тканей. Однако в XIX веке были разработаны более эффективные химические соединения, и квасцы перестали быть прибыльным продуктом добычи. К XX веку Фенгроттен был в значительной степени забыт. Но в 1910 году старый рудник был вновь открыт, и исследователи обратили внимание на фантастические залежи полезных ископаемых, которые накопились за короткий с геологической точки зрения период в три столетия.
В 1913 году была открыт третий зал со «Сказочным королевством», и незадолго до начала Первой мировой войны в 1914 году для публики стали предлагаться экскурсии. Был открыт павильон с кафе, который использовался в последующие десятилетия, в том числе в Германской Демократической Республике после Второй мировой войны, которая классифицировала Фенгроттен как официальную Sehenswürdigkeit (достопримечательность) ГДР, открытую для иностранных туристов. После объединения Германии в 1998 году павильон был отремонтирован, и были добавлены новые помещения.
В период с 1914 по 2007 год гроты посетило более 20 миллионов человек. Ежегодно гроты посещают в среднем 160 000 посетителей.

## Галерея

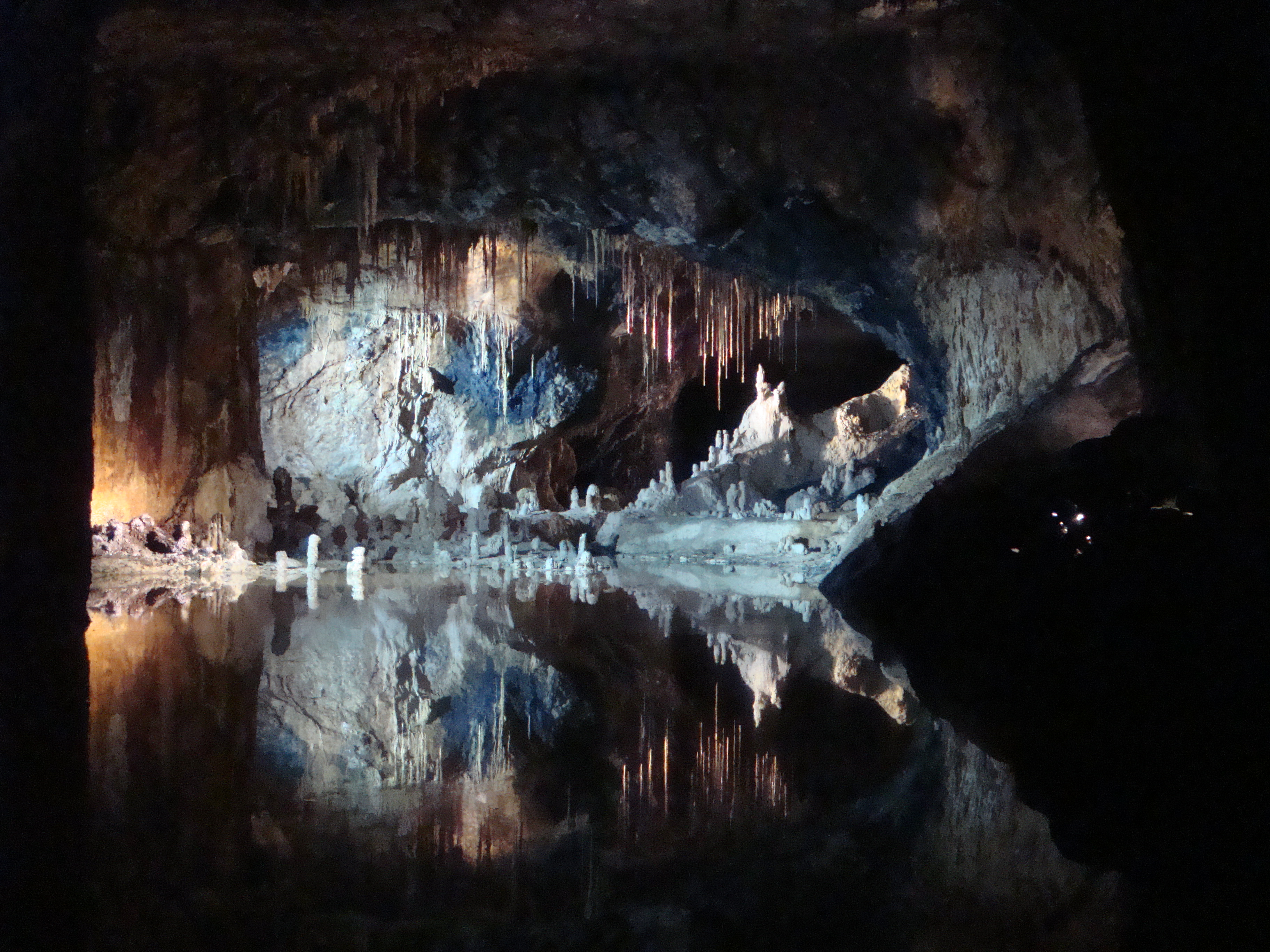
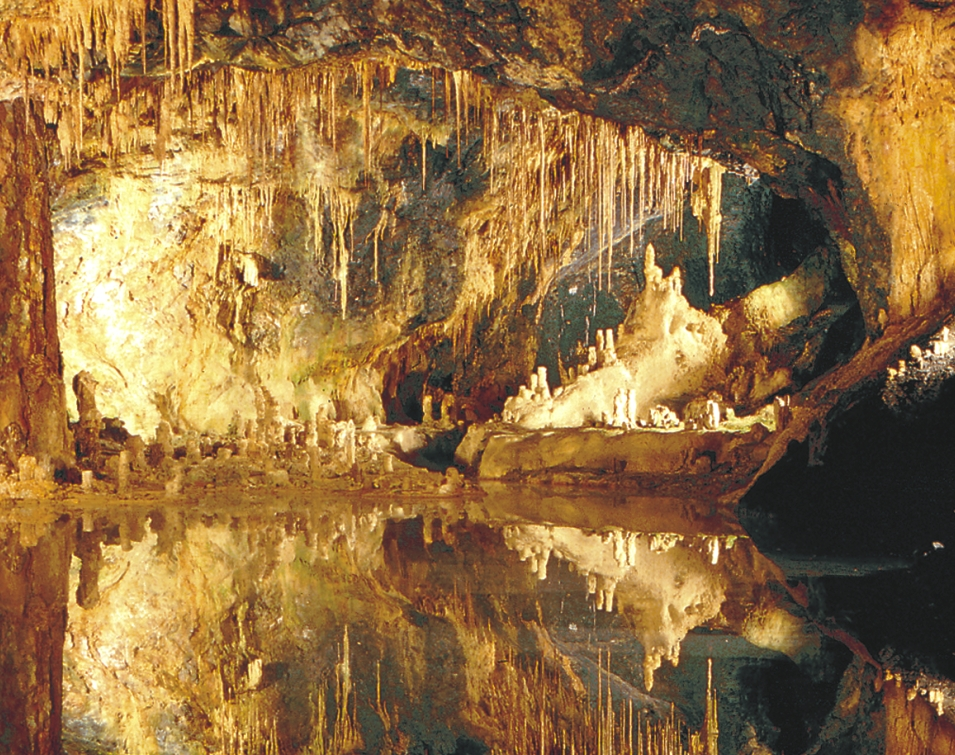
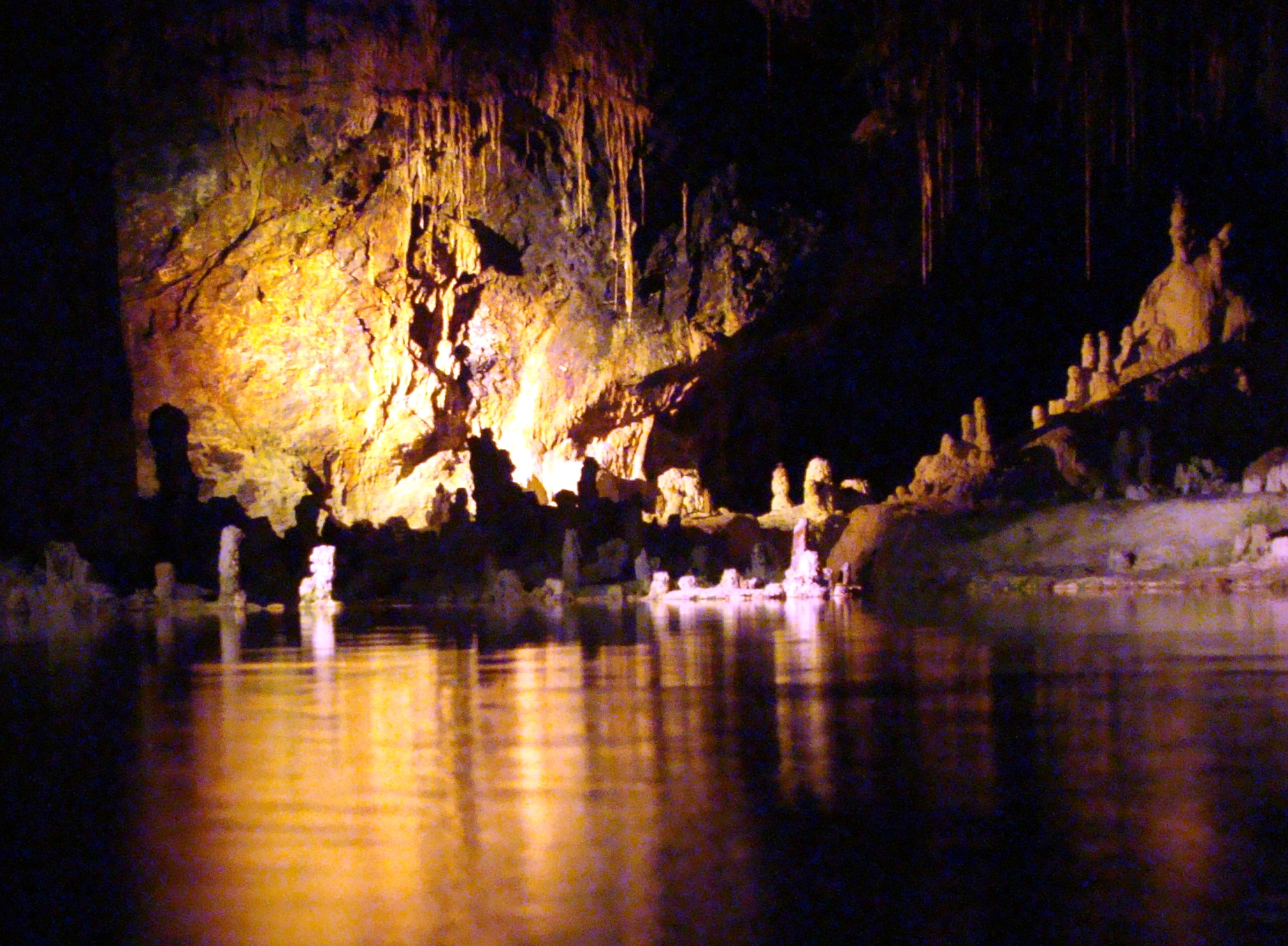
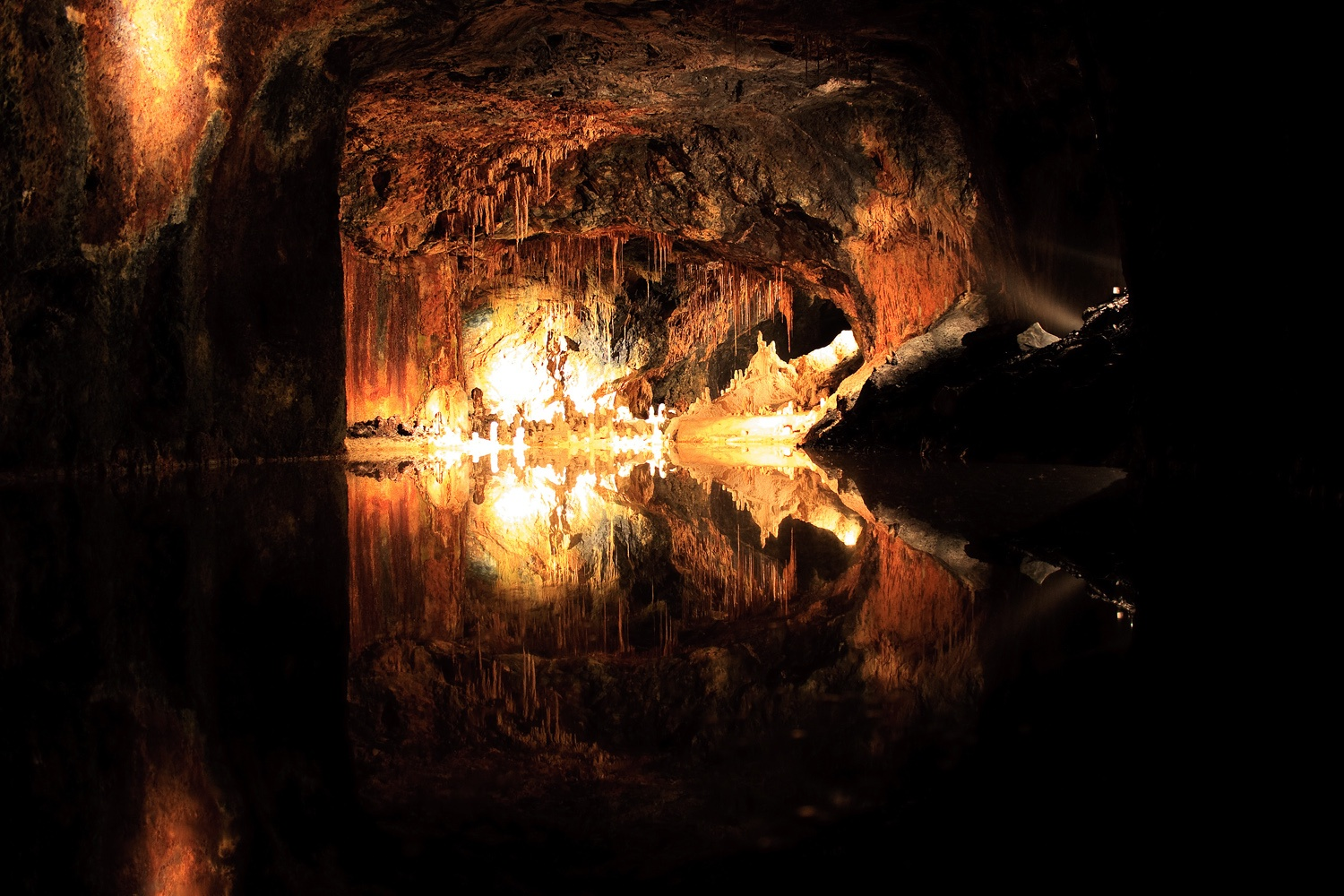
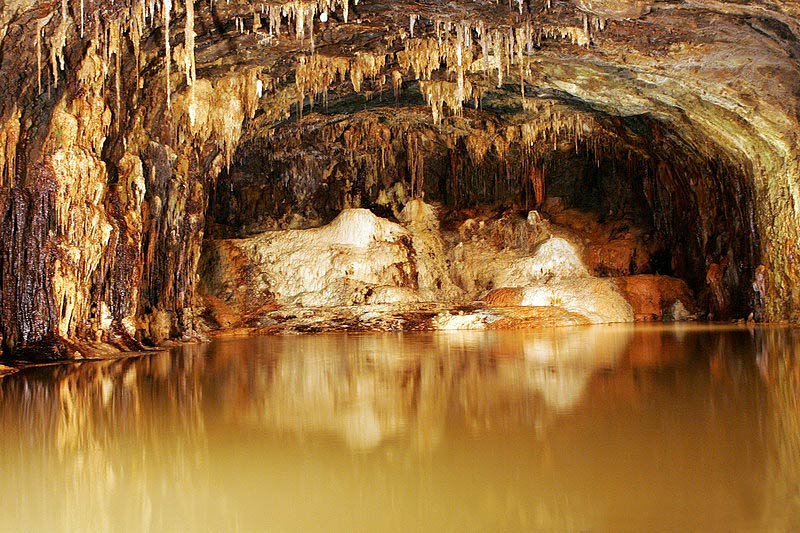
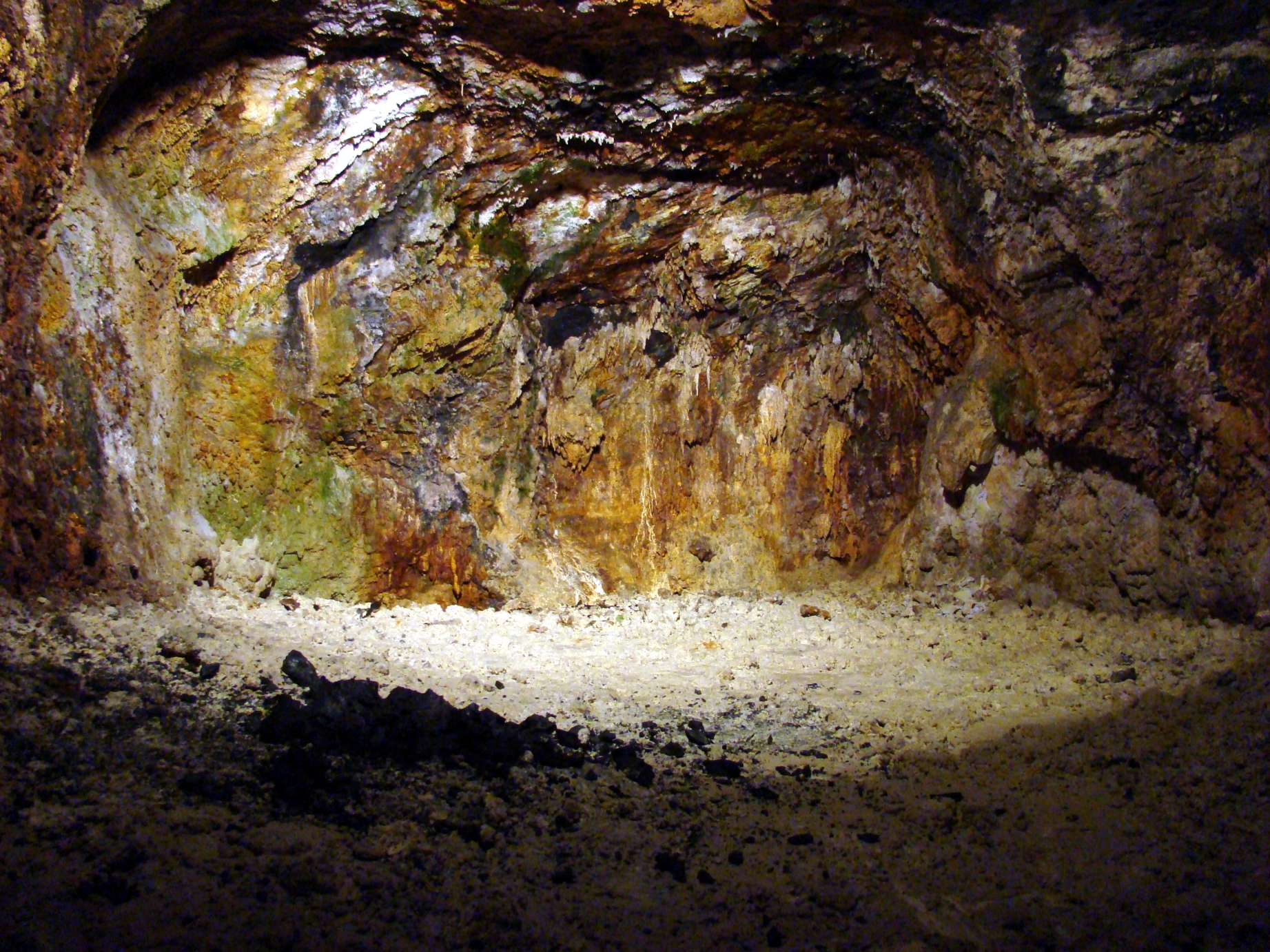